# Collado Villalba
Collado Villalba es un municipio y una localidad española de la Comunidad de Madrid. El término, ubicado al noroeste de la comunidad autónoma, en la vertiente sur de la sierra de Guadarrama, cuenta con una población de 66 698 habitantes (INE 2024).

## Geografía
El municipio está situado en un amplio valle en torno al río Guadarrama, y rodeado excepto por el sur por montañas entre 1000 y 2000 m sobre el nivel del mar, que de oeste a este son: sierra de Malagón, sierra de Guadarrama y sierra de Hoyo de Manzanares. El clima de la comarca es mediterráneo-continental templado y húmedo. El relieve de Collado Villalba está formado por llanuras, lomas y cerros, con la media y alta montaña presente en sus cercanías.
Las principales altitudes que rodean la hoya de Villalba son, de oeste a este: Abantos (1754 m), Cuelgamuros, Cabeza Líjar (1824 m), Puerto de Guadarrama (1511 m), La Peñota (1944 m), Puerto de Fuenfría (1796 m), Siete Picos (2138 m), Puerto de Navacerrada (1860 m), La Maliciosa (2383 m), El Yelmo (1714 m) y El Estepar en el cerro de la Mira de la sierra de Hoyo de Manzanares (1402 m).
| Noroeste: Alpedrete | Norte: Collado Mediano | Nordeste: Moralzarzal |
| Oeste: Alpedrete    |                        | Este: Moralzarzal     |
| Suroeste: Galapagar | Sur: Galapagar         | Sureste: Galapagar    |

Su altitud es de 917 m s. n. m. y está situado a 40,3 km al noroeste de Madrid por la carretera N-6.

### Clima
El clima de Collado Villalba es mediterráneo continentalizado, con veranos calurosos donde no son raras las tormentas; y los inviernos fríos, los espesores de nieve rara vez sobrepasan los 20 cm y la medida de 5/10 cm es la media de mayor nevada anual. La nevada más temprana de los últimos 25 años fue un 30 de octubre, y la más tardía un 1 de mayo.
Las temperaturas medias del mes más frío (enero) y el más cálido (julio) son respectivamente 3,8 °C y 22 °C. La media anual es de 12,5 °C.
Se han registrado como temperaturas extremas del periodo 2001-2021 las siguientes: temperatura más baja -15 °C (diciembre de 2001), temperatura más alta 41 °C (julio de 2015), temperatura mínima más alta 24,3 °C (agosto de 2004), temperatura máxima más baja -3 °C (9 de enero de 2021).
El municipio presenta unas medias anuales de 9,8 días de nieve, 57 días de helada y una precipitación anual de unos 650–700 mm.

### Barrios

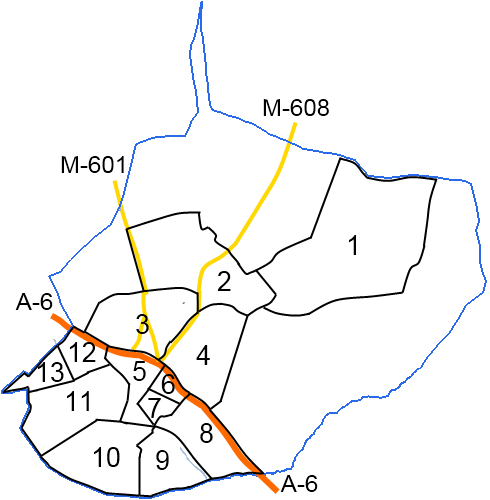
Mapa de los barrios de Collado Villalba en función de las secciones electorales

No existe una división oficial de los distintos barrios/distritos que conforman Collado Villalba, pero atendiendo patrones de densidad de población, prestación de servicios públicos… y siguiendo la división en secciones utilizada en los procesos electorales, se podría hablar de unos 13 barrios o distritos diferenciados:[cita requerida]
1. Miradores y Fontenebro
2. Villalba Pueblo, Soto y Dehesa
3. Los Valles
4. Cantos Altos y La Balconada
5. Villalba Centro/Estación (eje Avda. Batalla de Bailén-C. Real)
6. Pradillo Herrero
7. Los Belgas (incluye Avda. Honorio Lozano)
8. Montenebros y Vial Sur
9. Las Suertes
10. Parque de la Coruña
11. El Gorronal (incluyendo el Polígono P-29)
12. Las Costas
13. Los Negrales (barrio compartido con Alpedrete; aquí solo se muestra la parte villalbina) y zona centro

## Comunicaciones

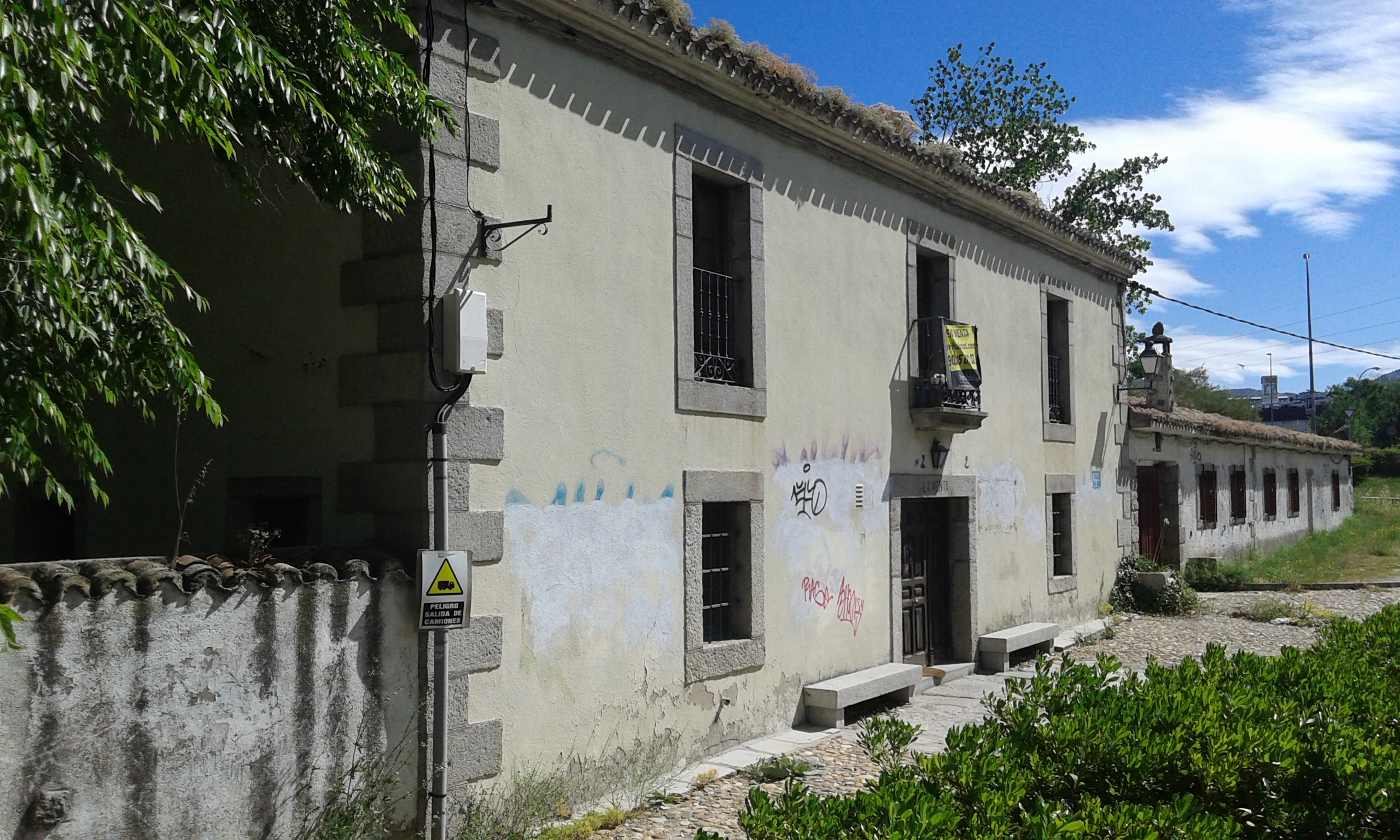
Posada del

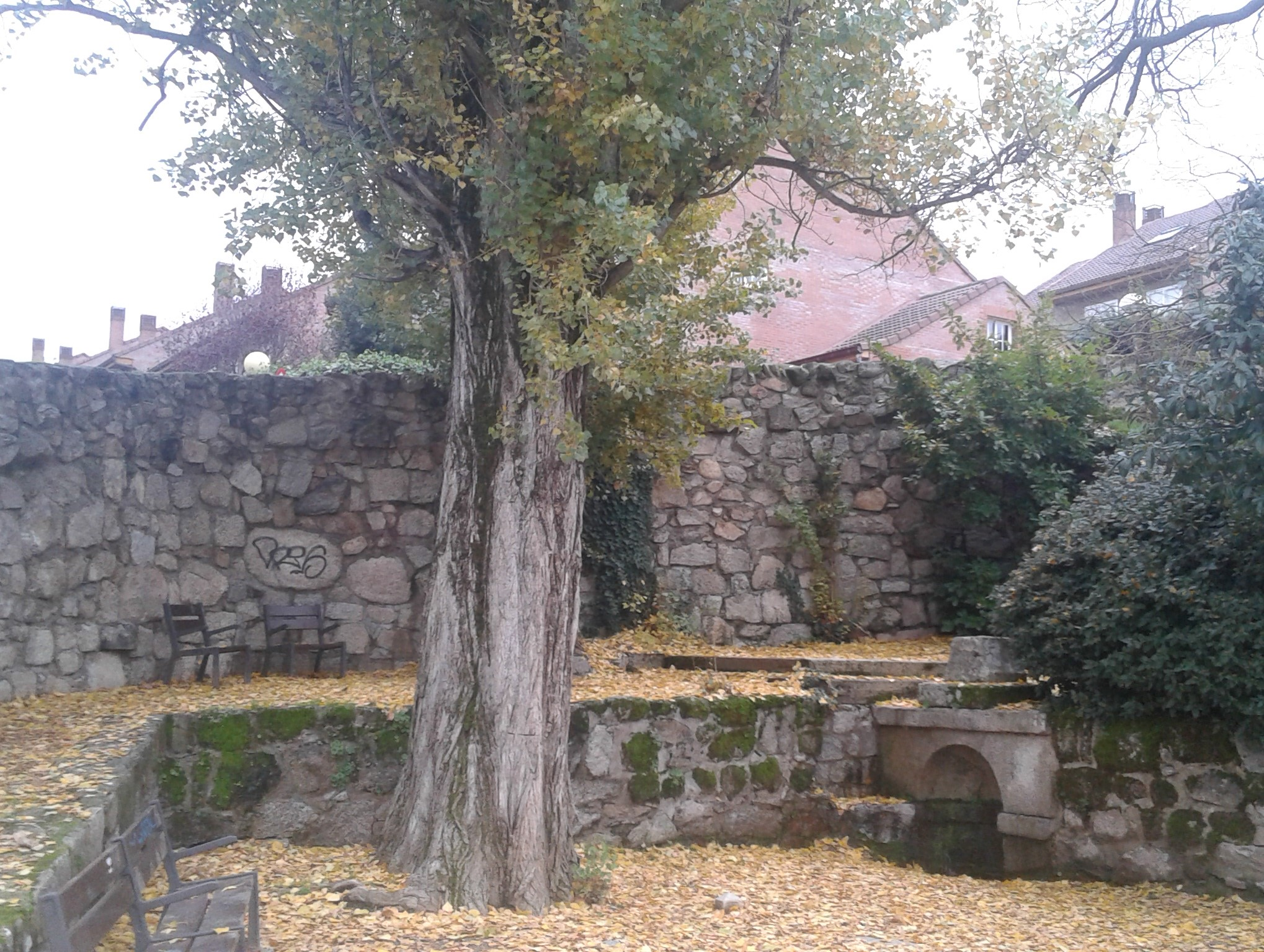
Fuente del Caño Viejo junto a un chopo centenario protegido

El municipio de Collado Villalba, se encuentra comunicado por la Red de Gran Capacidad de Carreteras del Estado, por las redes Principal, Secundaria y Local de la Comunidad de Madrid y por el Ferrocarril de Madrid a Hendaya.

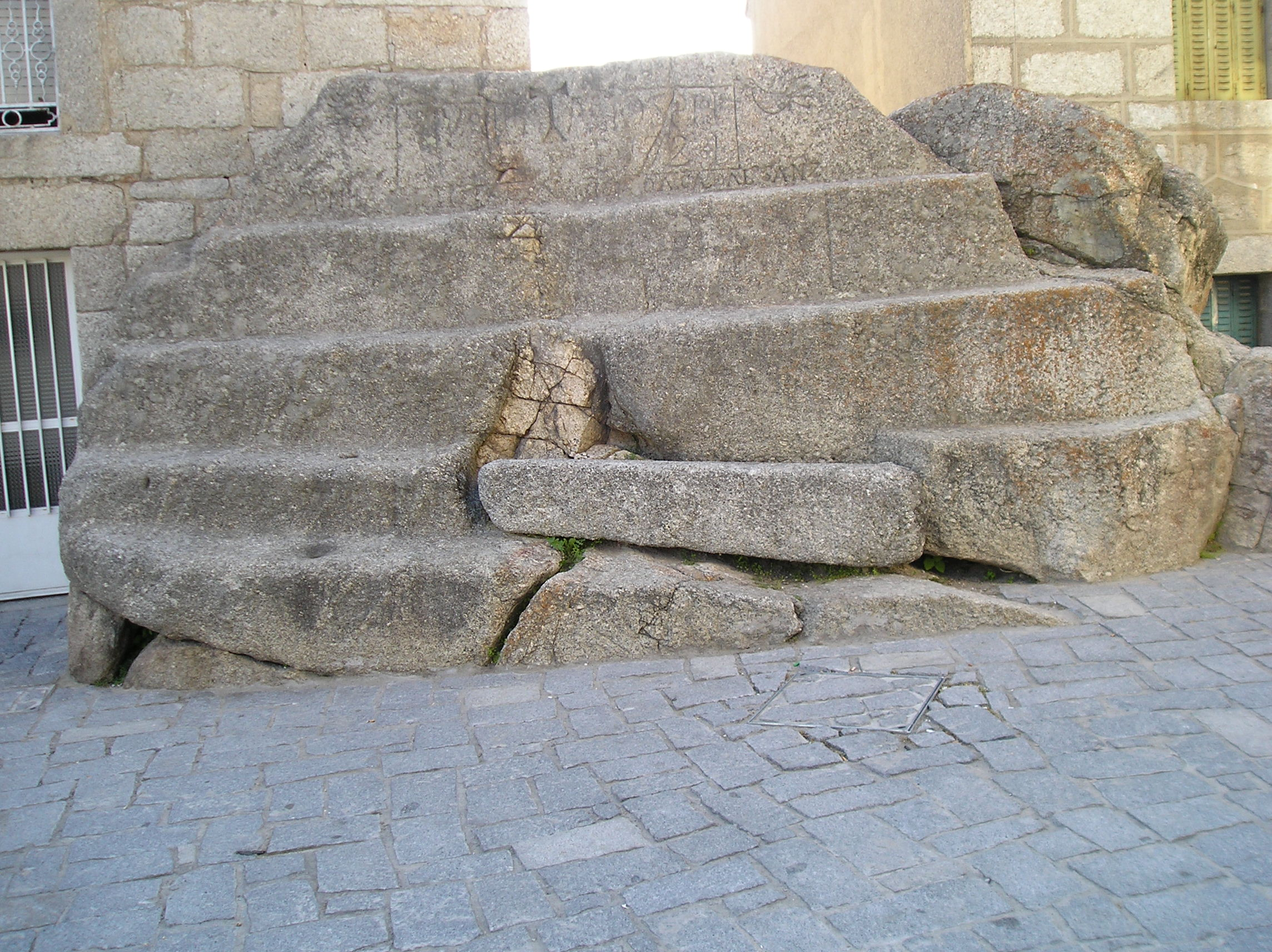
Collado Villalba Piedra del Concejo

### Carreteras
Red de Interés General del Estado
- Carretera N-6, carretera de La Coruña. Debido a la construcción de la autopista A-6, en la década de 1960, hasta el municipio, la carretera N-6, reaparece en Villalba-Estación, en su pK 39,5, tramo actualmente cedido al municipio con el nombre de avenida Juan Carlos I y lo abandona en torno al pK 41,1 (ya de la Red de Carreteras del Estado), pasando al término municipal de Alpedrete. Conectada a la autopista del Noroeste, a través del enlace 39 en Villalba y el 42 en el término municipal de Guadarrama.

Autopistas:
- Autopista A-6, autopista del Noroeste. La autopista del Noroeste atraviesa en el municipio entre sus pK 37 y 40,7. A partir del pK 39,8, su identificador se modifica a AP-6 debido al inicio del tramo Villalba-San Rafael, que ya es de peaje. La autopista posee además vías de servicio en sus márgenes, en toda su longitud, excepto en tramo de peaje. Dirección General de Carreteras del Ministerio de Fomento/Ibérica de Autopistas IBERPISTAS, S. A. C. E. (Abertis).

Red de Carreteras de la Comunidad de Madrid
Comarcales:
- M-601/CL-601. De Villalba, en las inmediaciones del nudo de Villalba de Guadarrama, parte esta carretera que comunica el municipio con Valladolid por Segovia y Cuéllar y el Puerto de Navacerrada, incluyendo el Real Sitio de La Granja de San Ildefonso. Esta vía formó parte de la N-601, carretera de Madrid a León, hasta mediados los años 80, en esta se re-trazó de Valladolid a la bifurcación de Adanero en pK 108 de la carretera N-6. Fue cedida sin pasar a ser C-601, en ningún momento. En aquel entonces lo era la carretera Madrid-El Pardo. La carretera M-601, está conectada a la Autopista del Noroeste en el enlace 39.
- M-608. Comunica Venturada en la N-I (E-5, A-1, autovía del Norte) con Collado Villalba, por Guadalix de la Sierra, Manzanares el Real y Moralzarzal. Conecta a la M-601.

Locales:
- M-510. Carretera de Guadarrama a Aldea del Fresno. No pasa por el municipio, pero resulta una importante vía de comunicación con el vecino Galapagar y el polígono P-29. Conectada a la Autopista del Noroeste por la N-6 y el enlace 42 en el término municipal de Guadarrama.
- M-528. Carretera de Villalba a Galapagar. Prolongación de la calle Real de Villalba, por la estación de Ferrocarril, pasa junto al parque de La Coruña y la colonia San Antonio, para entrar en Galapagar. Conecta con la Autopista del Noroeste, a través de la calle Real.
- M-619. Carretera de Collado Villalba a Alpedrete. Parte de la rotonda entre las carreteras M-601 y M-608 en Collado Villalba y pasando por Alpedrete y la estación Alpedrete-Mataespesa, finaliza en el km 45,8 de la carretera N-6 en el municipio de Guadarrama, junto a la urbanización Las Cabezuelas. No tiene comunicación directa con la autopista del Noroeste.
- M-620. Carretera de Alpedrete a Los Negrales. No pasa por el municipio, pero parte junto límite municipal a la altura del km 41,1 de la carretera N-6, y comunica con Alpedrete, tras pasar bajo la Autopista del Noroeste. No tiene comunicación directa con ésta.

### Ferrocarriles

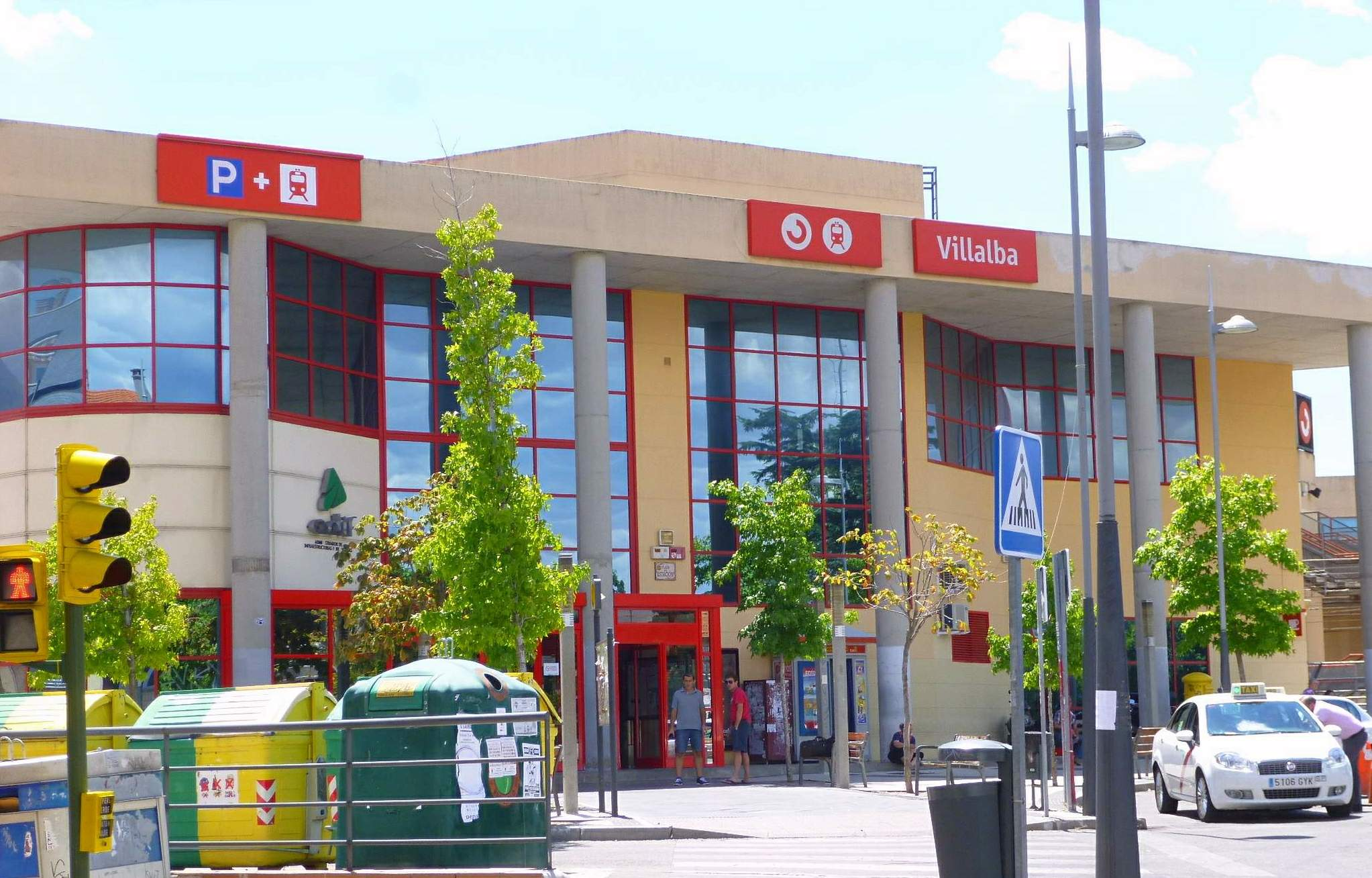
Estación de tren

El término municipal se ve atravesado por la línea Madrid-Irún, que se bifurca en Villalba hacia Segovia y Ávila. Ambas se fusionaban de nuevo en Medina del Campo, hasta que en 1993 se cerró la sección entre Medina y Segovia, que posteriormente se recuperaría como línea de alta velocidad.
- Línea de Madrid a Irún y Hendaya por Ávila: atraviesa Villalba entre los pK 36 y 39.
- Línea de Villalba a Segovia: parte del pK 37,8 de la línea Madrid-Irún, y atraviesa Villalba entre el pK 0 y el 1,8.

La estación de Villalba presta servicio en ambas líneas.

### Autobuses

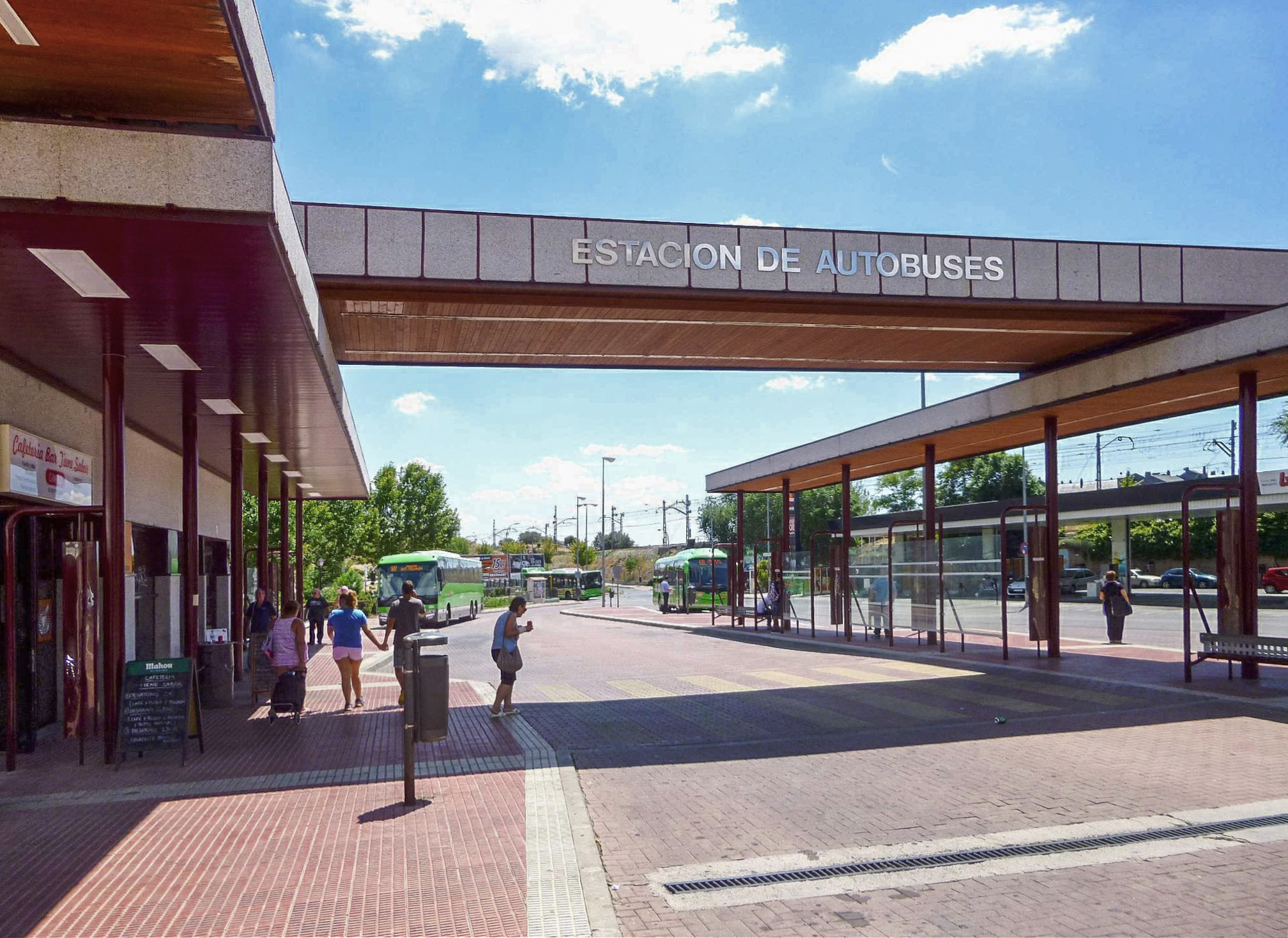
Estación de autobuses

Collado Villalba se encuentra en la Corona B3 del Consorcio Regional de Transportes.
La estación de autobuses de Collado Villalba se encuentra en la calle de Rafael Alberti, 15, junto a la estación de tren.

#### Largo recorrido
| Línea   | Recorrido                                                     | Operador                  |
| ------- | ------------------------------------------------------------- | ------------------------- |
| VAC-246 | Madrid – Segovia (y hasta Melgar de Fernamental con hijuelas) | Avanza Movilidad Integral |

#### Interurbanos
| Línea | Recorrido                                                         | Operador                  |
| ----- | ----------------------------------------------------------------- | ------------------------- |
| 630   | Villalba (Estación FFCC) – Galapagar - Colmenarejo - Valdemorillo | Avanza Movilidad Integral |
| 660   | San Lorenzo de El Escorial - Guadarrama - Villalba                | ALSA                      |
| 670   | Collado Villalba (Hospital) - Moralzarzal                         | Francisco Larrea          |
| 671   | Madrid (Moncloa) - Moralzarzal                                    | Francisco Larrea          |
| 672   | Madrid (Moncloa) - Cerceda (por Matalpino)                        | Francisco Larrea          |
| 672A  | Madrid (Moncloa) – Cerceda (directo)                              | Francisco Larrea          |
| 673   | Madrid (Moncloa) - Collado Villalba (Hospital)                    | Francisco Larrea          |
| 680   | Collado Villalba (Hospital) - Cercedilla                          | Avanza Movilidad Integral |
| 681   | Madrid (Moncloa) – Alpedrete                                      | Avanza Movilidad Integral |
| 682   | Madrid (Moncloa) – Villalba - Guadarrama                          | Avanza Movilidad Integral |
| 683   | Madrid (Moncloa) – Collado Mediano                                | Avanza Movilidad Integral |
| 684   | Madrid (Moncloa) – Cercedilla (por Guadarrama)                    | Avanza Movilidad Integral |
| 685   | Majadahonda (Hospital) – Las Rozas - Guadarrama - Navacerrada     | Avanza Movilidad Integral |
| 687   | Madrid (Moncloa) – Collado Villalba                               | Avanza Movilidad Integral |
| 688   | Madrid (Moncloa) – Los Molinos                                    | Avanza Movilidad Integral |
| 691   | Madrid (Moncloa) – Becerril de la Sierra - Navacerrada            | Avanza Movilidad Integral |
| 696   | Collado Villalba (Hospital) - Navacerrada                         | Avanza Movilidad Integral |
| 720   | Colmenar Viejo FF.CC. - Collado Villalba                          | Interbus                  |
| 876   | Madrid (Plaza de Castilla) – Moralzarzal - Collado Villalba       | Francisco Larrea          |
| N602  | Madrid (Moncloa) - Villalba - Guadarrama                          | Avanza Movilidad Integral |
| N603  | Madrid (Moncloa) - Villalba - Moralzarzal                         | Francisco Larrea          |

#### Urbanos
| Línea | Recorrido                                                        | Operador         |
| ----- | ---------------------------------------------------------------- | ---------------- |
| 1     | FF.CC. - Parque Coruña - Los Valles - Pueblo - Urbanizaciones    | Francisco Larrea |
| 2     | FF.CC. - Parque Coruña - Centro de salud - Los Negrales - FF.CC. | Francisco Larrea |
| 3     | FF.CC. - El Gorronal - Hospital                                  | Francisco Larrea |
| 4     | FF.CC. - Parque Coruña - Pueblo                                  | Francisco Larrea |
| 6     | FF.CC. - Cantos Altos - Pueblo - Arroyo Arriba                   | Francisco Larrea |

## Historia
Los primeros datos se remontan al periodo Neolítico, hace unos 4500-5000 años. Queda como muestra el dolmen de Entretérminos (cerca de la margen derecha de la autopista del Noroeste, hacia Alpedrete, de tipo cámara con evidencias (ya muy destrozadas) de un corredor de 32 m, de cuyo ajuar se conserva un puñal, un hacha, un cuchillo, una punta de lanza, dos hachas de piedra pulimentada, un cuchillo de sílex, una punta de flecha del mismo material y abundantes restos de cerámica.
Se tienen noticias posteriores del asentamiento de un pueblo carpetano, con dos gentilidades (familias extensas o clanes) documentadas en dos inscripciones, la de los elguísmicos (con una dedicación al Gran Marte) y la de los aeláricos (otra a los dioses lares), aparecidas en el siglo XIX en el área del apeadero de San Yago, al noroeste de Villalba. En tiempos muy recientes, en el paraje del despoblado de Monesterio, entre Villalba y El Escorial, apareció otra estela que menciona a los úlbicos A partir del 206 a. C. comenzaría un proceso de romanización, en la que probablemente el pueblo pudo denominarse Villa Alba (que significaría 'villa blanca', quizá a causa la blancura del granito característico del paisaje). Se conservan restos de tramos de calzadas romanas en el término municipal, donde se cruzaban dos importantes vías trashumantes, y hay noticia de un fragmento de miliario, aparecido en la zona del polígono industrial P-29.

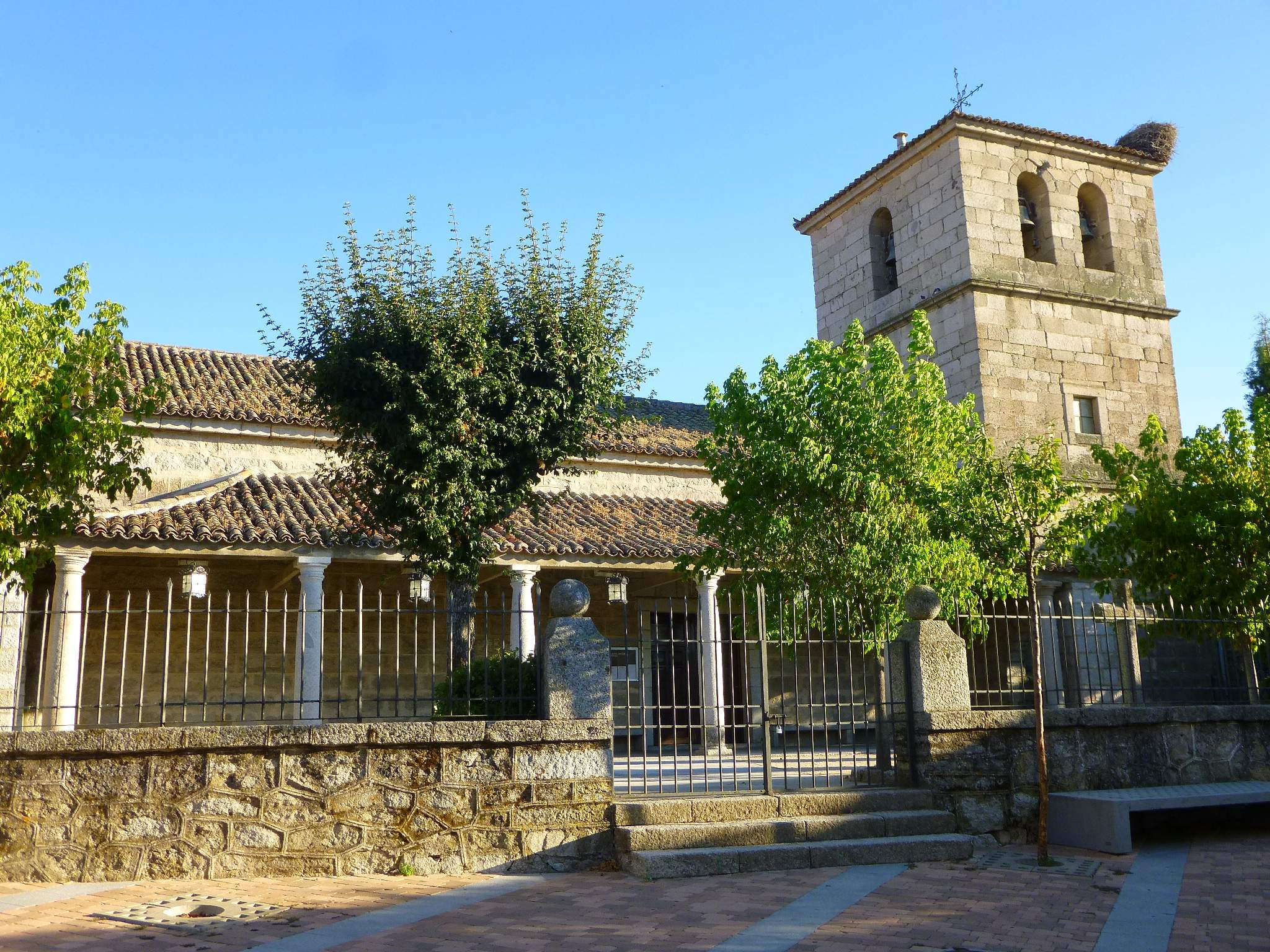
Iglesia de Nuestra Señora del Enebral

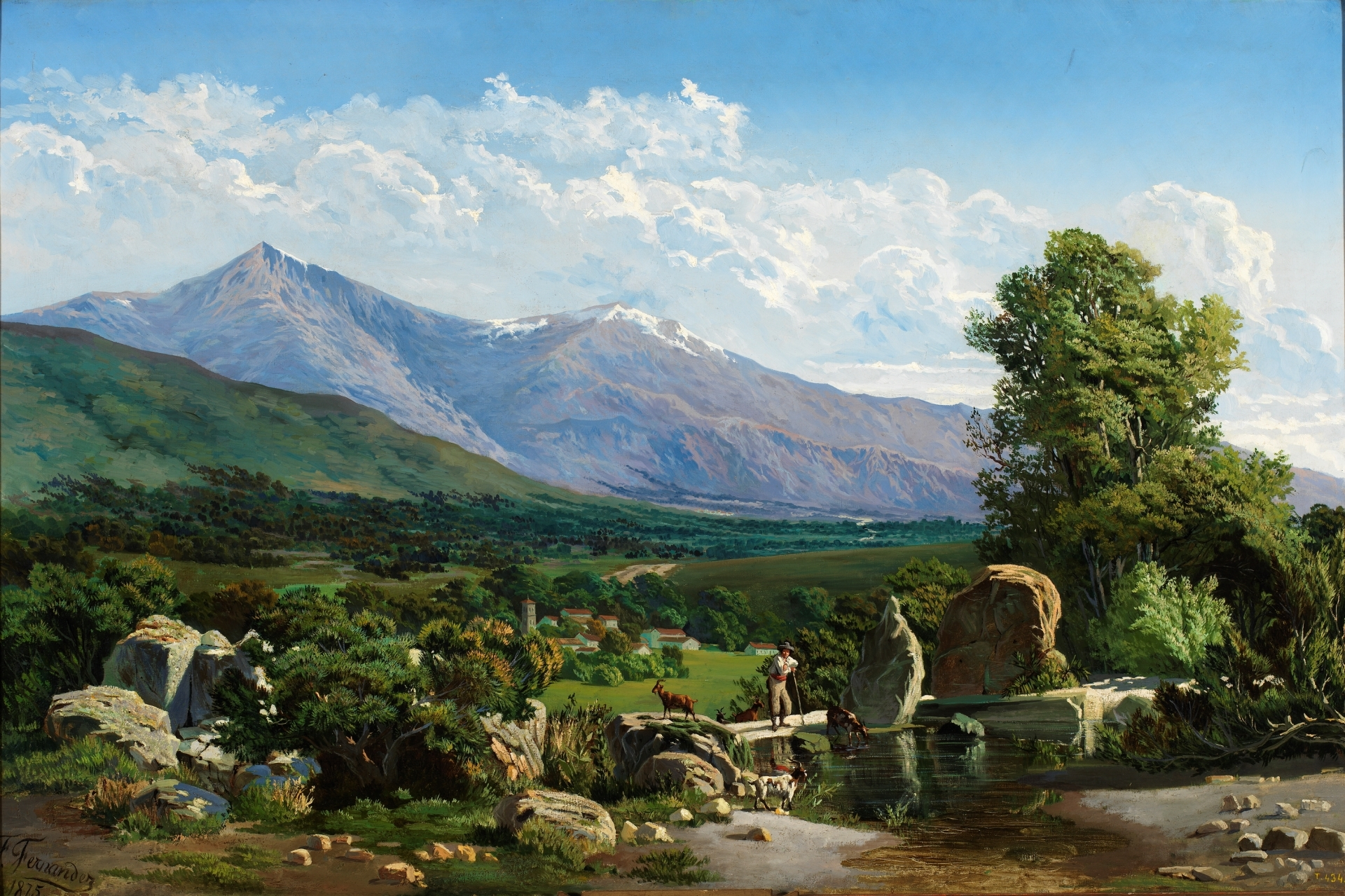
Vista de Villalba (1875), por Francisco Fernández de la Oliva

Posteriormente pasa a convertirse en un asentamiento árabe del que quedan bóvedas de ladrillo y sepulturas excavadas en roca, que en el siglo XI sería reconquistado, y en el siglo XIII repoblado por los segovianos, estos, integraron la localidad dentro del Sexmo de Manzanares de la Comunidad de Ciudad y Tierra de Segovia; más adelante, por decisión del rey Alfonso X el Sabio, pasó a ser un Señorío de realengo formando una aldea más del conjunto del Real de Manzanares. Por estas épocas el casco urbano se hallaba en torno a la iglesia de Nuestra Señora del Enebral (junto a la comarcal M-608) a Moralzarzal.
En 1363, Juan I hizo donación del Real de Manzanares a su mayordomo, Pedro González de Mendoza, iniciando un tutelado por los señores de Mendoza, en el que se le concede el título de Villazgo, por orden del rey Felipe IV en el año 1630, unida con Alpedrete y formando una sola villa.
En 1840 finalmente se segrega, siendo reina gobernadora María Cristina de Borbón, cuarta esposa de Fernando VII y madre de Isabel II. El trazado del camino hacia el noroeste, finalmente llamado carretera de Madrid a Galicia, se trazó por el sur del casco urbano, ante la inminente apertura a este fin del Puerto de Guadarrama.
A mediados del siglo XIX, el lugar contaba con una población censada de 336 habitantes. La localidad aparece descrita en el sexto volumen del Diccionario geográfico-estadístico-histórico de España y sus posesiones de Ultramar de Pascual Madoz de la siguiente manera:

COLLADO-VILLALBA: v. con ayunt. de la prov., aud. terr. y c. g. de Madrid (7 leg.), part. jud. de Colmenar Viejo (4), dióc. de Toledo (18): sit. en terreno montuoso y desigual; la combate en general el viento N. y su clima frio es propenso á calenturas intermitentes: tiene 50 casas inclusa la de ayunt., cárcel, escuela de instruccion primaria común á ambos sexos, concurrida por 24 alumnos que se hallan bajo la dirección de un maestro dotado con 1,300 rs.; varios pozos de buen agua de las que se utilizan los vec. para sus usos, y una igl. parr. (Ntra. Sra. del Enebral) aneja de la de Alpedrete la que destina á un teniente para su servicio. En los afueras de la v. se halla el campo santo y una ermita (San Sebastian). confina el térm. N. Becerril de la Sierra; E. Moralzarzal; S. Torrelodones, y O. Guadarrama. Comprende la fonda de la Trinidad y las Ventas de Mártir. El terreno es de mediana calidad y le atraviesa el r. Guadarrama. caminos: los que dirigen á los pueblos limítrofes y la carretera de el sitio de San Ildefonso y Segovia. Los correos se reciben de Guadarrama los domingos, miércoles y viernos, y salen en los mismos dias. prod.: trigo tranquillon, centeno y cebada, su mayor cosecha centeno; mantiene ganado lanar, cabrio y vacuno; cria caza de conejos, liebres y perdices, pesca de barbos y algunas anguilas. ind. y comercio: agricultura, un molino harinero y carretería de piedra y madera para la cap. pobl.: 84 vec., 336 alm. cap. prod.: 689,847 rs. imp.: 43,683. contr.: segun el cálculo general y oficial de la prov. 9'65 por 100.
(Madoz, 1847, p. 543)

A partir de 1860, la estación de ferrocarril de Villalba de Guadarrama, en servicio desde 1861 pero algo apartada del casco urbano, dio origen a la creación de un nuevo núcleo de población en rápido crecimiento, al sur de la carretera N-6; así comenzó una etapa de industrialización y crecimiento económico, que junto a la llegada del agua en los años sesenta inició un gran momento de desarrollo en el municipio.

La estación de Collado Villalba sufrió numerosos bombardeos aéreos durante la Guerra Civil, al ser un nudo ferroviario y de abastecimiento del frente, aun siendo de 2.ª categoría. 

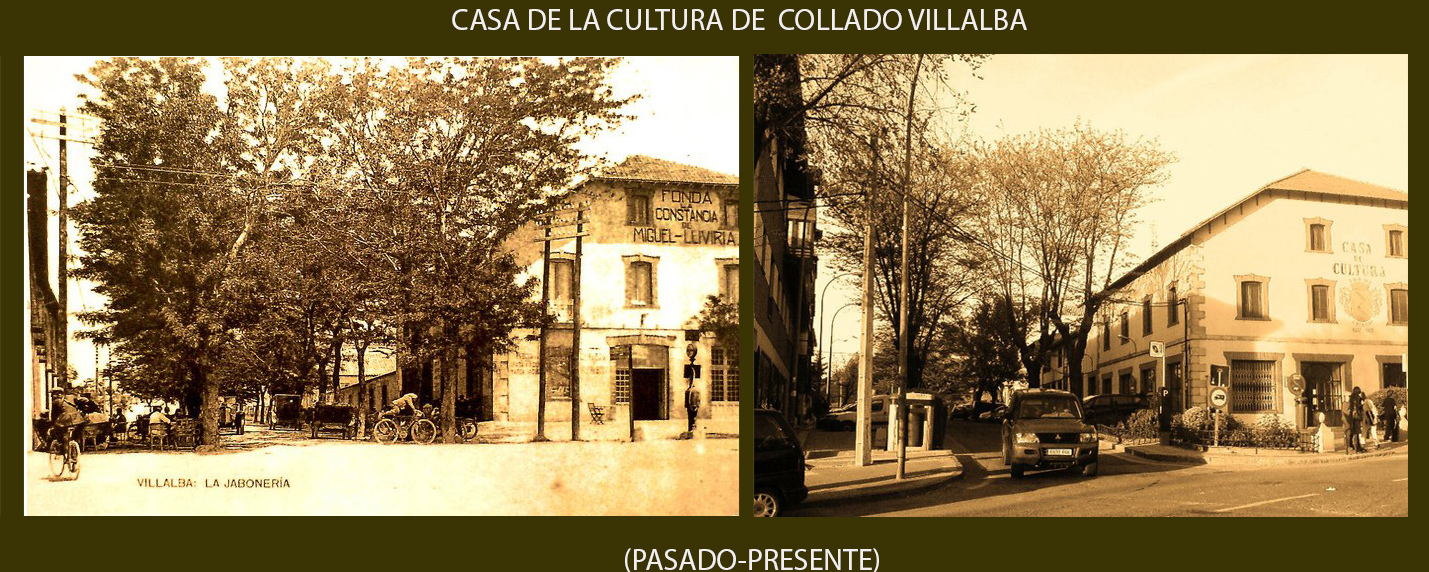
Casa de la Cultura

En 1966, quedó finalizado el actual nudo de Villalba para la autopista del Noroeste (A-6), quedando en servicio su primer tramo desde Las Rozas de Madrid, hasta Villalba; y comunicado con la entonces N-601 en este punto. A partir de 1970, la comunicación con la capital mejoró con la apertura de la remodelación del tramo Madrid-Las Rozas de la carretera N-6. Esta importante vía de comunicación posee un Centro de Conservación en el Municipio, perteneciente a la Dirección General de Carreteras del Ministerio de Fomento.
En 1981 pasa de ser Collado-Villalba a tener la denominación actual de Collado Villalba.
A mediados de la década de 1980, la carretera N-601 quedó a disposición de la reciente comunidad de Madrid, como carretera comarcal y pasó a ser M-601/CL601 y como tal fue renombrado el tramo Adanero-Valladolid de la entonces N-403, situando el enlace entre estas dos vías en el municipio abulense, al final de la autopista AP-6.

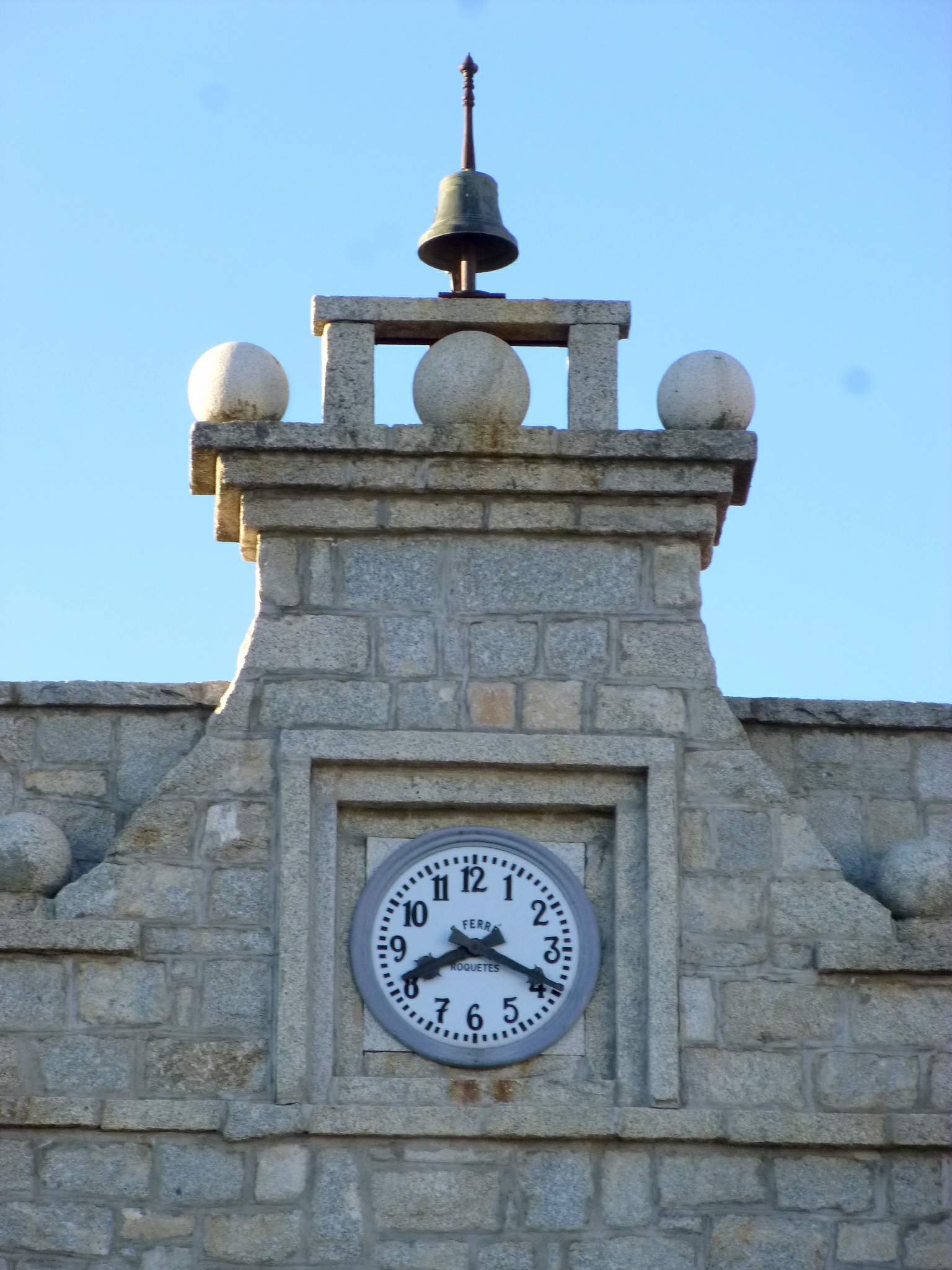
Reloj del ayuntamiento

En la actualidad la A-6 (autopista del Noroeste) divide el municipio en dos núcleos: el centro urbano, donde se encuentra el Ayuntamiento, popularmente conocido como Villalba pueblo, y el gran ensanche desarrollado a partir de la estación de ferrocarril, que se conoce como Villalba-Estación.

## Monumentos y lugares de interés
En el casco viejo se encuentra el templo de Nuestra Señora del Enebral, una iglesia rural renacentista de los siglos XVI y XVII. Consta de una torre y una única nave con techumbre de artesonado y dos portones laterales. Uno de ellos se abre hacia una galería porticada. La torre y parte de la nave fueron construidos en sillería granítica con elementos decorativos muy característicos de la región. El resto es de mampostería. Alberga una escultura de la Virgen del Enebral, que porta una rama de enebro. En su interior destaca también una pila bautismal de piedra del siglo XVII.
Muy cerca de Nuestra Señora del Enebral se encuentra la fuente más antigua de Collado Villalba. Conocida como La Fuente de El Caño Viejo, de origen árabe, es la única que queda actualmente de las tres que existían en épocas pasadas: las Fuentecillas, la fuente del Álamo y la fuente de El Caño Viejo. La actual sillería de granito del Caño Viejo data de la época de Felipe II, fechándose en el siglo XVI, al igual que la iglesia parroquial del municipio. Lo que se aprecia en la actualidad en esta fuente es una imitación de la obra de ladrillo y cal moruna de la que sin duda fue la fuente original. El chopo que acompaña a la fuente desde mediados del siglo XX, fue incluido en el Catálogo de Árboles Singulares de la Comunidad de Madrid a principios del año 2004, dotándole del máximo grado de protección.
En la plaza de la Constitución, también en el centro urbano, muy próxima a la fachada principal del ayuntamiento, se encuentra una antigua grada de granito conocida como la «piedra del Concejo» o «la roca del Consistorio», o incluso en el habla local simplemente como las «agradas». En el siglo XIII se discutían sobre ella la normativa local, las transmisiones de predios y los deslindes conflictivos. Esta mole es uno de los elementos culturales más característicos de la localidad, que da continuidad histórica a un núcleo que ha sufrido tan drásticas transformaciones urbanísticas y culturales. Se trata de un graderío labrado sobre una roca en cinco gradas o escaños, con una anchura total de unos dos metros. En alguno de los respaldos aparecen distintos grabados. El más notable es la representación de lo que se considera ser una paloma.

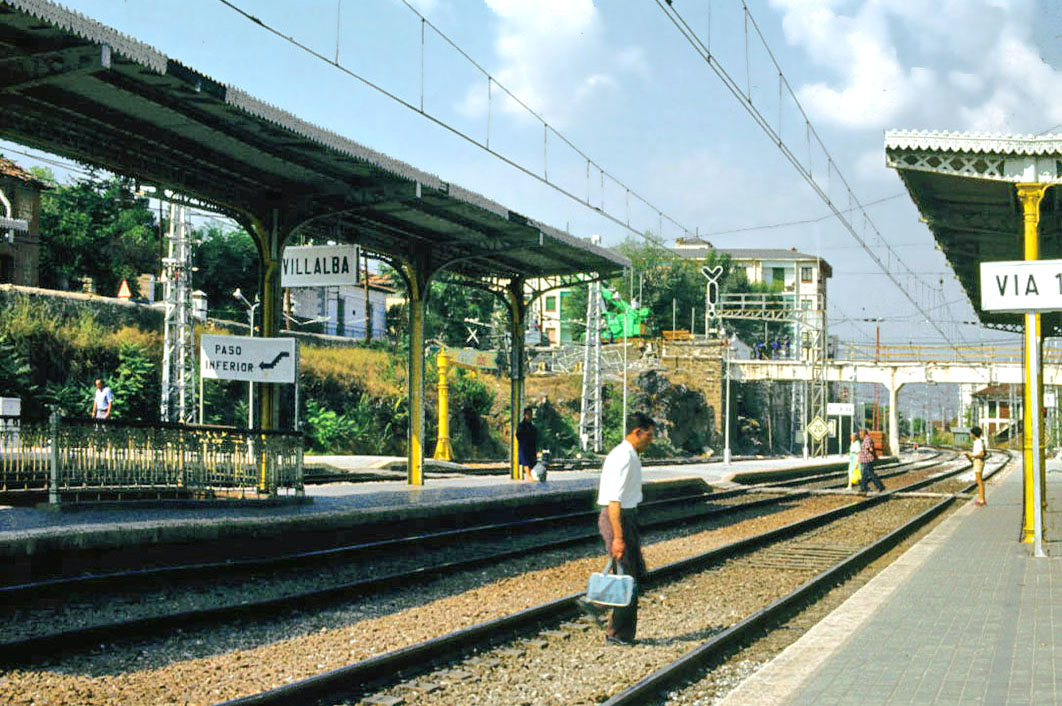
Estación de ferrocarril de Villalba en la década de 1970

## Demografía
Collado Villalba cuenta con una población de 66 698 habitantes (INE 2024). 
| Gráfica de evolución demográfica de Collado Villalba entre 1842 y 2021                                              |
| |
| Población de derecho según los censos de población del INE Población de hecho según los censos de población del INE |

Además del núcleo principal, Villalba pueblo (16 106 hab.), el municipio comprende otros tres núcleos de población: La Estación (43 360 hab.), el Dominio de Fontenebro (3112 hab.) y la Cerca de Cascarrilla (9 hab.) La densidad del municipio es de 2482 hab./km², es así uno de los más densos de toda la región.

## Economía
Collado Villalba se puede una parte importante de su comarca. En un principio respondía a una economía serrana, con pastos para la ganadería vacuna y lanar, apicultura y canteras de granito; posteriormente proliferaron las segundas residencias y se convirtió en un lugar de descanso estival y de fin de semana, incrementándose el sector servicios. Actualmente es, sobre todo, primera residencia de todo tipo de trabajadores y centro comercial y de ocio de la comarca de la sierra de Guadarrama.
Junto al sector servicios, Collado Villalba cuenta con un tejido industrial: los polígonos P-5 y P-29 que albergan a más de 1000 empresas, entre ellas la fábrica de piezas de Gerdau (industria pesada del metal).

## Administración y política

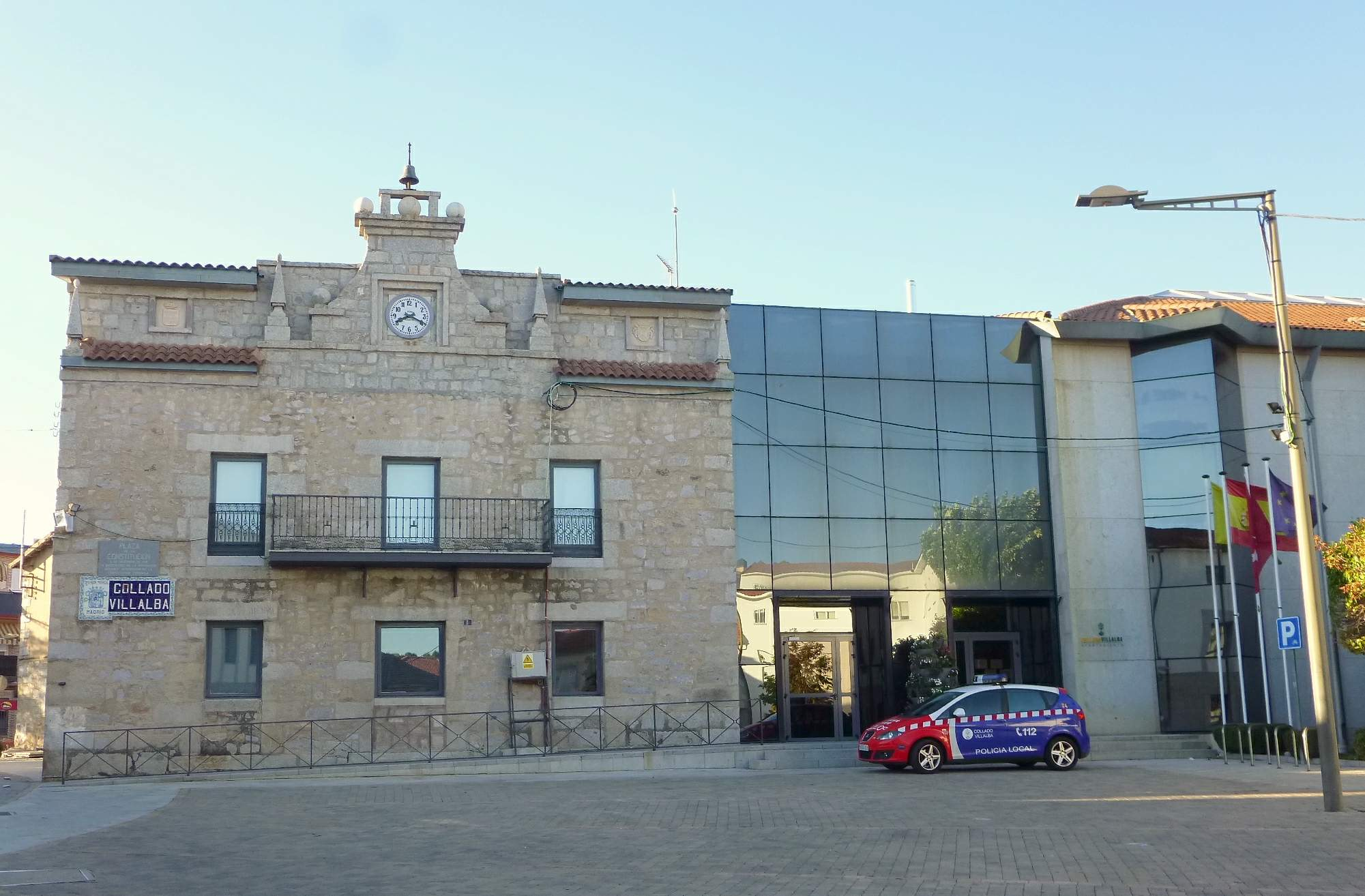
Casa consistorial, en la plaza de la Constitución

| Periodo   | Nombre                         | Partido | Partido                                  |
| --------- | ------------------------------ | ------- | ---------------------------------------- |

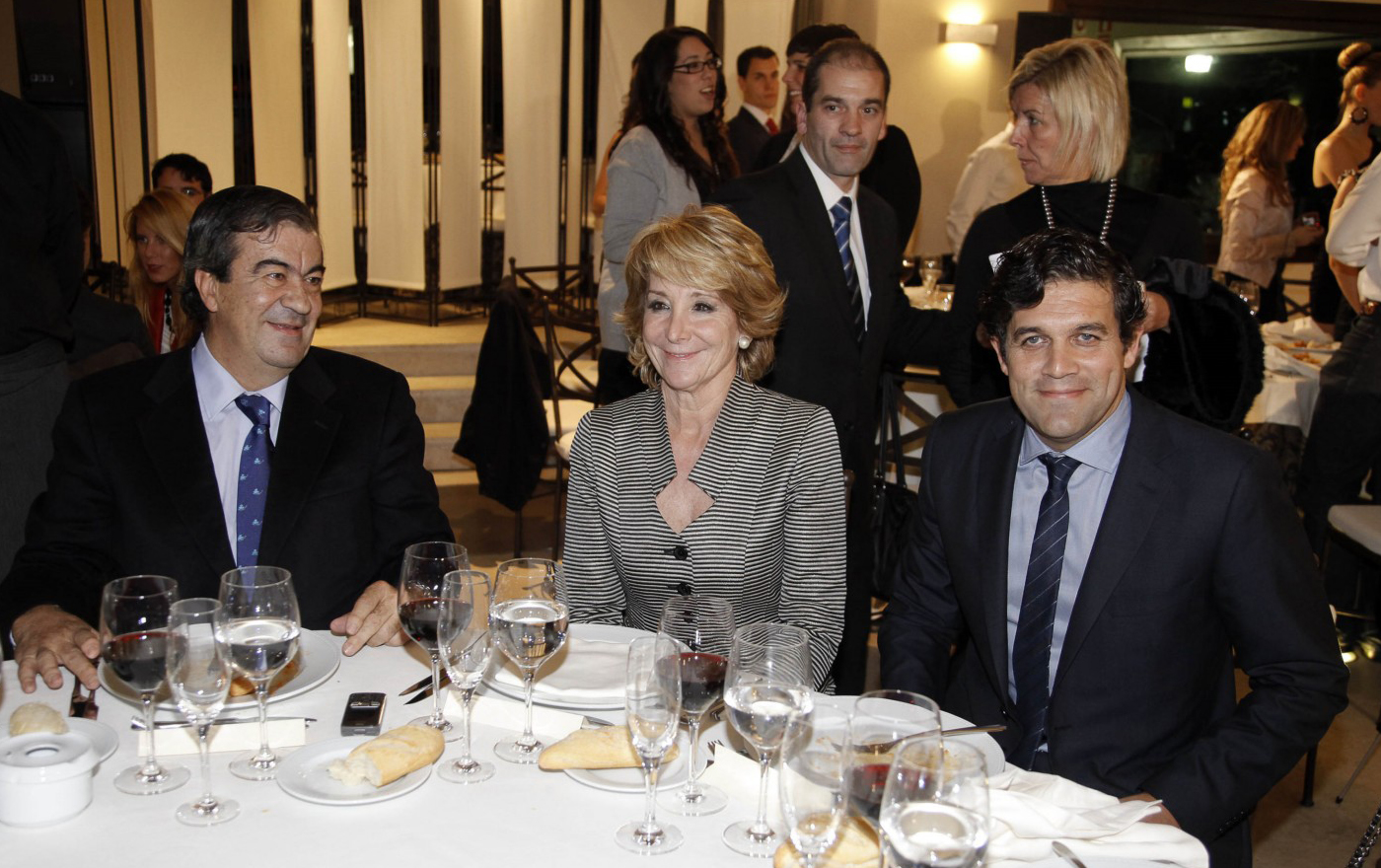
El exalcalde Agustín Juárez en una cena de Navidad de 2010 junto a Francisco Álvarez Cascos y Esperanza Aguirre

| 1979-1995 | Carlos Julio López Jiménez     |         | Partido Socialista Obrero Español (PSOE) |
| 1995-1999 | José Luis Peñalvo Giraldo      |         | Partido Popular (PP)                     |
| 1999-2011 | José Pablo González Durán      |         | Partido Socialista Obrero Español (PSOE) |
| 2011-2014 | Agustín Juárez López de Coca   |         | Partido Popular (PP)                     |
| 2014-act. | María Dolores Vargas Fernández |         | Partido Popular (PP)                     |

En las elecciones locales concurren los partidos políticos de ámbito nacional más importantes, junto a partidos políticos propios de la localidad:
- Partido Popular, actualmente el partido en el Gobierno. La alcaldesa, y presidenta del PP local, es Mariola Vargas, que accedió al cargo tras la dimisión de Agustín Juárez López de Coca por su imputación en el caso de corrupción de la Operación Púnica, de la cual se declara inocente.[8] Fue refrendada en el cargo en las elecciones de mayo de 2015, gracias a la abstención del grupo Ciudadanos de Collado Villalba.

- Partido Socialista Obrero Español, partido que gobernó la localidad desde las primeras elecciones locales democráticas hasta 2011, salvo en la legislatura 1995-1999. El actual portavoz en el ayuntamiento y secretario general de los socialistas de Collado Villalba es Andrés Villa Fernández-Mayoralas.
- Más Madrid Collado Villalba, partido que surgió tras la creación del partido Más Madrid por Iñigo Errejón en las elecciones de 2019. Su concejal y portavoz es Gonzalo Díaz, antiguo secretario general de Podemos Collado Villalba.
- Cambiemos Villalba, candidatura de unidad popular que agrupa a miembros de Podemos e independientes. Su portavoz en el ayuntamiento es Sergio Asunción.
- Ciudadanos, partido que entra por primera vez al ayuntamiento en las pasadas elecciones de mayo de 2015. Su portavoz en el ayuntamiento es Julio Henche Morillas, excandidato del Partido Popular en este municipio en los comicios de 2011. Este grupo propició la investidura de Mariola Vargas como alcaldesa del municipio gracias a su abstención.
- Izquierda Unida. Su coordinador general es Javier Álvarez, y su portavoz en el ayuntamiento es Ricardo Terrón. Además, hasta hace dos años, esta asamblea contaba con Ascensión de las Heras Ladera como diputada de Izquierda Unida en el Congreso de los Diputados.

| Partido político                                                    | 2019        | 2019        | 2015  | 2015       | 2011  | 2011       | 2007  | 2007       | 2003  | 2003       | 1999  | 1999       | 1995  | 1995       | 1991  | 1991       | 1987  | 1987       | 1983  | 1983       | 1979  | 1979       |
| Partido político                                                    | %           | Concejales  | %     | Concejales | %     | Concejales | %     | Concejales | %     | Concejales | %     | Concejales | %     | Concejales | %     | Concejales | %     | Concejales | %     | Concejales | %     | Concejales |
| Partido Popular (PP)-Alianza Popular (AP)                           | 23,93       | 6           | 30,28 | 9          | 49,65 | 14         | 31,27 | 8          | 27,19 | 6          | 34,94 | 8          | 43,18 | 10         | 25,60 | 6          | 18,16 | 4          | 20,65 | 4          | 13,29 | 2          |
| Partido Socialista Obrero Español (PSOE)                            | 20,72       | 6           | 19,35 | 5          | 24,52 | 6          | 48,77 | 14         | 53,44 | 13         | 42,19 | 10         | 31,15 | 7          | 49,92 | 11         | 51,74 | 12         | 52,94 | 10         | 25,17 | 5          |
| Ciudadanos (CS)                                                     | 14,37       | 4           | 13,90 | 4          | —     | —          | —     | —          | —     | —          | —     | —          | —     | —          | —     | —          | —     | —          | —     | —          | —     | —          |
| Podemos-Equo-Cambiemos Villalba                                     | 11,71       | 3           | 18,55 | 5          | —     | —          | —     | —          | —     | —          | —     | —          | —     | —          | —     | —          | —     | —          | —     | —          | —     | —          |
| Vox                                                                 | 8,21        | 2           | 1,10  | —          | —     | —          | —     | —          | —     | —          | —     | —          | —     | —          | —     | —          | —     | —          | —     | —          | —     | —          |
| Más Collado Villalba (MCV)                                          | 8,29        | 2           | —     | —          | —     | —          | —     | —          | —     | —          | —     | —          | —     | —          | —     | —          | —     | —          | —     | —          | —     | —          |
| Vecinos por Collado Villalba (VCV)                                  | 5,58        | 1           | —     | —          | —     | —          | —     | —          | —     | —          | —     | —          | —     | —          | —     | —          | —     | —          | —     | —          | —     | —          |
| Más Madrid                                                          | 5,29        | 1           | —     | —          | —     | —          | —     | —          | —     | —          | —     | —          | —     | —          | —     | —          | —     | —          | —     | —          | —     | —          |
| Izquierda Unida (IU)                                                | Con Podemos | Con Podemos | 8,24  | 2          | 12,97 | 3          | 7,50  | 2          | 6,97  | 1          | 13,70 | 3          | 19,01 | 4          | 12,82 | 3          | 7,65  | 1          | —     | —          | —     | —          |
| Unión Progreso y Democracia (UPyD)                                  | —           | —           | 4,36  | —          | 7,92  | 2          |       | —          | —     | —          | —     | —          | —     | —          | —     | —          | —     | —          | —     | —          | —     | —          |
| Centro Democrático y Social (CDS)-Unión de Centro Democrático (UCD) | —           | —           | —     | —          | —     | —          | —     | —          | —     | —          | 1,42  | —          | 1,49  | —          | 7,60  | 1          | 18,84 | 4          | —     | —          | 16,26 | 3          |
| Candidaturas Independientes (UIV-INDEP-CCI)                         | —           | —           | —     | —          | —     | —          | —     | —          | —     | —          | —     | —          | —     | —          | 19,34 | 3          | 18,72 | 2          | —     | —          | 2,10  | —          |
| Partido Comunista de España (PCE)                                   | —           | —           | —     | —          | —     | —          | —     | —          | —     | —          | —     | —          | —     | —          | —     | —          | —     | —          | 8,06  | 1          | 23,66 | 4          |

## Cultura

### Fiestas patronales

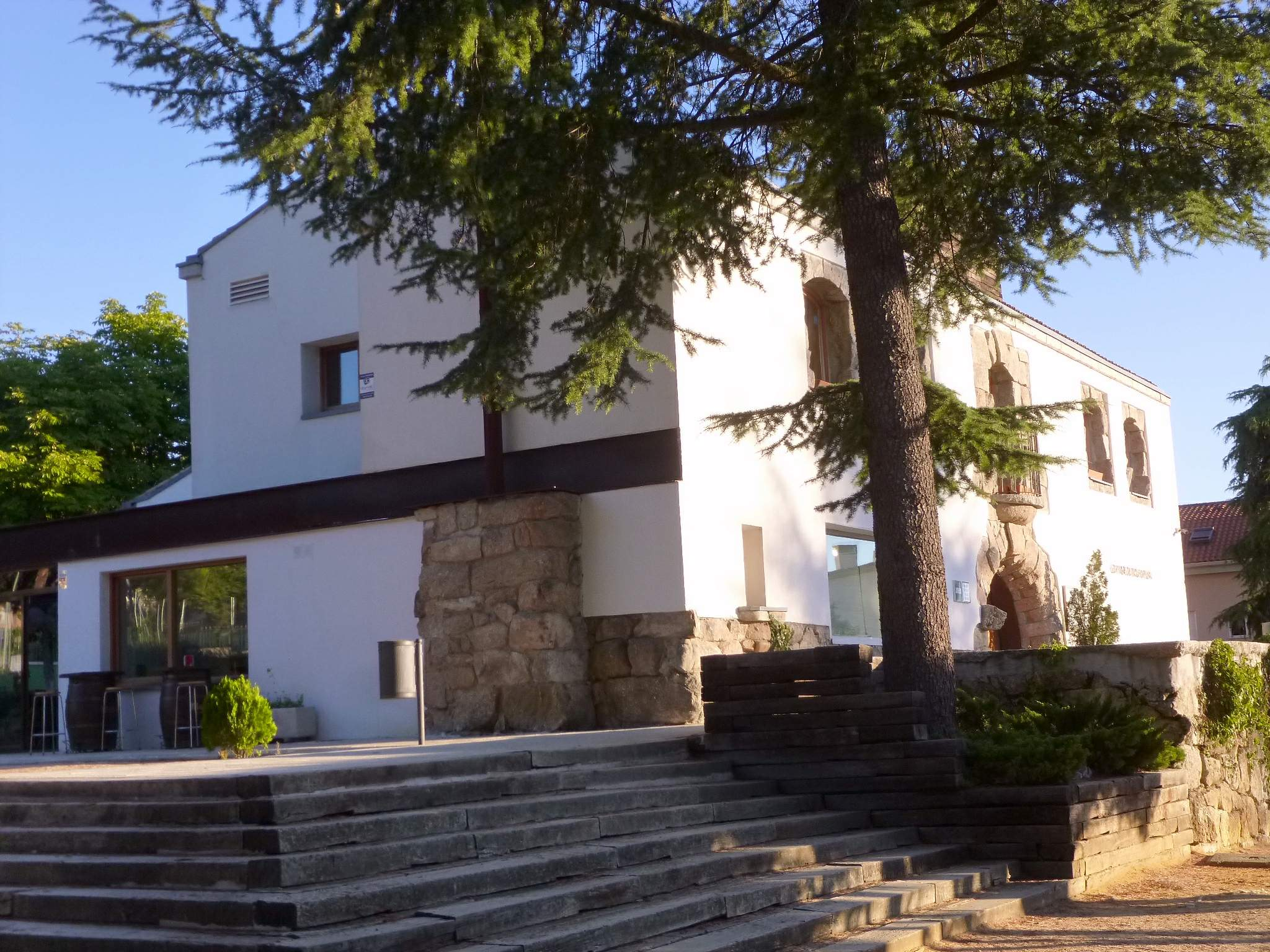
El centro cultural Peñalba, en el parque del mismo nombre

- Fiestas del barrio del Gorronal cuyo patrón es san José Obrero, celebradas en el fin de semana más cercano a dicha festividad (1 de mayo). Se trata de las terceras fiestas en importancia dentro de la localidad.
- Fiestas de San Antonio de Padua (13 de junio), patrón del municipio, las segundas fiestas en relevancia. Dichas fiestas se celebran en la parte antigua superior de la ciudad conocida como Villalba pueblo.
- Fiestas de Santiago Apóstol (25 de julio) son las fiestas principales de toda la ciudad. Las fiestas de Santiago duran una semana, son muy numerosas las actividades de todo tipo que se realizan: corridas de toros, deportes, verbenas, fuegos artificiales, etc. Por las noches las actuaciones se reparten entre la plaza de la Estación, el parque de Las Bombas y la plaza de los Belgas. Hay además tres peñas que poseen su propia orquesta.

El acto principal de esta fiesta es la procesión de la imagen del Apóstol Santiago por las calles de la, popularmente llamada, Villalba Estación. La imagen es sacada en hombros, por los cofrades y miembros de las peñas, de la Parroquia Santísima Trinidad y colocada en una carroza que es empujada hasta llegar a la ermita de Santiago Apóstol. Algo curioso es la entrada y salida del Santo, ya que debido a su altura los porteadores deben colocarse prácticamente en cuclillas para que no choque en las puertas.

### Festivales de música
Collado Villalba llegó a contar con tres festivales de música: Vía Jazz, Vía Celta y Granito Rock.
- Vía Celta, dedicado a la música celta, tuvo su última edición en 2007, cuando participaron grupos y artistas como Cahórnega, Briganthya, Solas, Llan de Cubel, Susana Seivane, La volèe d'castors, Pan de Capazo y Tejedor. En otras ediciones tomaron parte Altan, Milladoiro o Carlos Núñez, además del grupo local Zamburiel.
- Vía Jazz, de 2003 a 2010, ha contado con la presencia, entre otros, de B. B. King, Gilberto Gil, Carlinhos Brown, Jorge Drexler, Brian Wilson, Elvis Costello, Bob Dylan, Elton John, Donna Hightower, Al Jarreau, Marlango y Caetano Veloso. Este festival compitió con el Galapajazz de Galapagar.
- Granitorock,[10] iniciado en el año 2000. Por este festival han pasado figuras internacionales del mundo del heavy metal como Udo, Doro o Saxon, mezclándose con Muro, Obús, Avalanch, Silver Fist o Barón Rojo entre los nacionales. Además, este festival, de entrada gratuita y celebrado durante dos días consecutivos, cuenta con un concurso con el que se promocionan las bandas noveles. En la décima edición participaron grupos como Mägo de Oz, Warcry, Centinela y Santelmo entre otros. En 2011, Granitorock corrió peligro de desaparición por falta de financiación por parte del nuevo gobierno municipal del Partido Popular, pero se salvó a última hora como un festival de promoción de las bandas locales. En 2012 volvió a celebrarse con la asistencia de bandas invitadas como Axxis y Vita Imana, y desde entonces se ha seguido celebrando.

## Ciudades hermanadas
El municipio de Collado Villalba está hermanado con las ciudades de:
- Bègles, Francia (1991)
- Burdeos, Francia (1991)